# Эжен М.
Эжен — швейцарский писатель румынского происхождения.

## Биография
Эжен родился в 1969 году Бухаресте,  на тот момент социалистическом.  В шесть лет вместе с семьей эмигрировал в Лозанну.
Писал рассказы, сценарии для театральных постановок, работал в газетах и даже сочинял тексты песен для рок-группы «Сахарин». Два года был руководителем в Швейцарском обществе писателей.
В литературе дебютом Эжена стали его сборники рассказов «Пятнадцать метров славы» и «Консервный нож». Следом вышел рассказ «Мое имя» и «Памукали, сказочная страна: настоящий путеводитель по нереальной стране». В 2007 году впервые проявил себя в качестве детского автора в романе «Долина юности» («La Joie de lire»), состоящем из 10 рассказов о разных предметах, оставивших отпечаток на его жизни. Из книги родилась пьеса, постановкой которой занимается сам автор. За эту книгу Эжен был удостоен премии слушателей франкоязычного радио Швейцарии и премии «Литература границ» франко-швейцарской ассоциации.
В 2003 году вышла книга «За фасадами Санкт-Петербурга, 18 встреч во внутренних двориках», написанная в соавторстве с женой Александрой Кауровой. На сегодняшний день Эжен - преподаватель швейцарской литературы в институте в Биле. В 2013 году он участвовал в качестве почетного гостя в книжной ярмарке Non/fiction № 15. В этом же году в России вышла книга «Долина юности» (ИД «Самокат»).